# Jørgen Rasmussen (ur. 1937)
Jørgen Rasmussen (ur. 19 lutego 1937 w Ringe) – piłkarz duński grający podczas kariery na pozycji pomocnika.

## Kariera klubowa
Całą karierę piłkarską Jørgen Rasmussen spędził w klubie Boldklubben 1913. Z Odense zdobył wicemistrzostwo Danii w 1962 i 1963 oraz Puchar Danii w 1963.

## Kariera reprezentacyjna
Jedyny raz w reprezentacji Danii Rasmussen wystąpił 6 września 1964 w wygranym 2-1 meczu Mistrzostw Nordyckich z Finlandią, w którym w 85 min. ustalił wynik meczu. W 1964 był w kadrze na Puchar Narodów Europy, na którym Dania zajęła ostatnie, czwarte miejsce.